# Бої за Василівку
Бої за Василівку — військові дії в місті Василівка Запорізької області, що почалися під час повномасштабного вторгнення російських окупаційних військ на територію України 2022 року (частина російсько-української війни).

## Перебіг подій

### Лютий
28 лютого, за повідомленням міської ради Василівки, до міста почали підступати військові угрупування Російської Федерації. Міський голова Каліман Сергій Анатолійович звернувся до містян з проханням вийти на вулиці, щоб не впустити ворога в місто.

### Березень
1 березня, вранці, російські війська обстріляли місто. Зокрема постріли лунали в центрі міста, а декілька снарядів прилетіло на подвір'я місцевої школи. Внаслідок наступу окупанти важко поранили двох осіб.
2 березня, окупанти обстріляли Василівську лікарню інтенсивної терапії. Внаслідок цього загинуло четверо людей, ще троє поранено. Матеріальні збитки досить значні, адже пошкоджено 3 відділення лікарні. Також виникли проблеми з тепло-, електро- та водопостачанням. Однак лікарі продовжували виконувати свої обов'язки та надавали допомогу хворим. Ввечері українські військові знищили колону ворожої техніки (близько двохсот одиниць) на околиці м. Василівка. Отже, бої в місті вщухли, окупанти відступили.
3-5 березня, незважаючи на гідну відсіч ворогу, наступного дня знову розпочалися напади російських військ. Місто обстрілювали з "Градів", артилерії, а також наносили ракетні удари. Мешканці ховалися в укриття, у місті зникли світло та зв'язок. Цивільна інфраструктура не функціонувала. Люди змушені були виживати в таких умовах 5 днів.
6 березня, напередодні зі Львова до Запорізької області було доправлено 60 тонн вантажу. І нарешті 6 березня вдалося організувати гуманітарну допомогу жителям Василівки. Зокрема розподілено 10 тонн вантажу, який містить продукти, дитяче харчування та медикаменти.
10 березня, місто Василівка перебуває під тимчасовою окупацією російських військ, що проводили перегрупування. Працювали магазини, з'явилися вода, газопостачання, електроенергія, аптеки не працювали.
14 березня, окупанти зруйнували каналізаційні очисні споруди, через що стічні води потрапляли до Дніпра.

### Квітень
14 квітня, російські загарбники обстріляли місто з артилерії і касетними засобами ураження, з метою дискредитації українських збройних сил, у наслідок обстрілу було пошкоджено кілька жилих будинків у центрі міста та приватний сектор, знищено продуктовий магазин та пошкоджено депо на залізничній станції "Таврійськ". Внаслідок російського обстрілу 1 людина загинула, 5 отримали поранення.

### Травень
26-27 травня, місто було обстріляно касетними засобами ураження. У результаті було пошкоджено 6 приватних будинків, декілька людей загинуло, є поранені. Загалом по Василівці було випущено близько 60 снарядів за одну ніч.

### Червень
6-8 червня, окупанти почали частково відводити війська з Василівки на південь, однак, як заявляє Запорізька Обласна Військова Адміністрація, ворог все ще має достатньо сил, які можуть становити загрозу Запоріжжю. 8 червня з'явилась інформація, що ворог розмістив в 35 км від Запоріжжя близько 30 танків Т-62.

### Липень
14 липня, окупанти не випускають місцевих мешканців, щоб прикриватися цивільними людьми під час бойових дій на тимчасово окупованих територіях. Також збирають людей на пункті пропуску у місті Василівка, щоб прикритися ними для перекидання своїх військових угрупувань на територію лінії фронту.
Станом на 26 липня, на блокпосту у Василівці зберігається жахлива ситуація. У черзі понад 1200 авто. Виїхати намагаються 5000 мешканців з тимчасово окупованих територій. За тиждень в черзі померли 5 осіб, які не дочекалися виїхати на територію Запоріжжя. Також є зовсім жахливі речі, коли росіяни підходять до людей та кажуть, що «якщо хтось хоче з тяжкохворих тут підняти мітинг, то можемо пристрелити прямо у посадці». 
Василівка — є єдиним пунктом проїзду мешканців тимчасово окупованих територій Запорізької, Херсонської, Донецької та Луганської областей на підконтрольну Україні територію. 
Щодо покращення ситуації: наприкінці попереднього тижня було звернення до міноборони рф з проханням організувати зелений евакуаційний коридор, аби мешканці могли виїхати не в обмеженій кількості, як того хочуть окупанти — від 15 до 100 машин на день, а всі однією чергою. Росіяни цинічно відповіли про те, що вони не виявили бажаючих у Мелітополі для виїзду на підконтрольну Україні територію і тим самим вони використовують людей як живий щит, бо бояться контрнаступу ЗСУ, тому і прикриваються цивільними.
Тож окупанти пропускають від 20 до 150 машин на день — це приблизно 500 осіб. Однак попит на виїзд значно більше, тому черга кожного дня все зростає. Чим активнішими будуть військові дії, наприклад, у Херсоні, Новій Каховці, або Мелітополі та Пологах, тим більше буде черга, і тим більше росіяни будуть збирати людей та використовувати як живий щит.
28 липня, СБУ передала до суду обвинувальний акт стосовно зрадниці, яка добровільно перейшла на бік ворога та почала співпрацювати з окупантами «в.о. голови адміністрації міста Василівка» Наталія Романіченко. До свого «високого призначення» новоспечена очільниця міста мріяла про акторську кар'єру. Одного разу навіть була запрошена на участь у масовці в одному з українських серіалів, але успіху не мала. Зрозумівши, що «зіркове» майбутнє їй не світить, Романіченко зосередилась на підприємництві та відкрила станцію технічного огляду. Справи йшли кепсько, аж доки у місто не прийшли російські окупанти. Зрозумівши, що настав її «зірковий час», вона запропонувала загарбникам свої послуги та, отримавши згоду, почала їм прислуговувати. На СТО вона налагодила ремонт та фарбування військової техніки рф, забезпечувала постачання запасних частин до техніки. Щоб окупанти оцінили її старання, Романіченко дала вказівку працівниками наносити на пофарбовану військову техніку символ війська-агресора — літеру «Z». Вона забезпечила постачання будівельної техніки, із задіянням якої окупанти створили фортифікаційні споруди для протидії ЗСУ.

### Серпень
Станом на 11 серпня у Василівці на блокпосту окупантів залишається понад тисячу автомобілів, які чекають чергу на виїзд на підконтрольну територію України. У черзі на виїзд з окупованої території вже померло 10 осіб, які так і не дочекалися евакуації.

### Вересень 2022 року-донині
До сьогодення продовжуються бої, в основному біля села Кам'янське Василівської Тергромади. Відстань до міста становить приблизно 10км. Також тривають сутички у селах П'ятихатки, Лобкове, Малі Щербаки. У Кам'янському регулярно відбувається ротація групи ядерної безпеки "МАГАТЕ".